# Parti Uri
Pour les articles homonymes, voir Uri.

Premier logo

Le parti Uri (en coréen « Notre parti », nom complet Yeollin Uri-dang, hangeul=열린우리당, hanja=열린우리黨) était un parti politique libéral sud-coréen.

## Historique
Il est issu d'une scission, en 2003, des députés du Parti démocrate du millénaire restés fidèles au président Roh Moo-hyun.
La plate-forme politique du parti Uri met l'accent sur l'achèvement de la démocratisation de la Corée du Sud par l'élimination de la corruption, la prospérité économique et la « réunification pacifique de la Corée ». 
Le parti Uri a remporté les élections législatives d'avril 2004, en obtenant 152 sièges (+105) sur 299. Mais il a perdu la majorité absolue au Parlement après des défaites lors d'élections partielles. 
Après la défection de 23 députés en février 2007, le parti Uri n'occupait alors plus que 110 sièges au Parlement : les crises internes au parti (qui n'obtiendrait que 10 % des voix, selon les sondages, en cas d'élections générales) conduisent à envisager un regroupement des forces libérales dans un nouveau parti, constitué autour du parti Uri. Les principaux dirigeants du parti ont pris leurs distances avec le président Roh Moo-hyun, issu de ses rangs, dont la cote de popularité a beaucoup baissé. Ne pouvant pas être candidat à sa réélection, le président Roh a annoncé sa décision de quitter le parti Uri avant l'élection présidentielle (prévue en décembre 2007) : ses prédécesseurs avaient également quitté le parti majoritaire avant l'élection présidentielle, afin notamment d'éviter toute controverse sur la neutralité du chef de l'État lors de l'élection.
Les 25 et 26 novembre 2006, une délégation de 800 personnes, conduite par des députés sud-coréens du parti Uri, s'est rendue dans les monts Kumgang.
En août 2007, il se restructure en vue de l'élection présidentielle du 19 décembre 2007, derrière la candidature de Chung Dong-young, absorbant plusieurs petites entités libérales. Il prend alors le nom de Nouveau parti démocratique uni (NPDU, en coréen : Daetonghab Minjusin-dang, hangeul=대통합민주신당, hanja=大統合民主新黨), officiellement en anglais United New Democratic Party (UNDP). 
Le dernier président du Parti Uri, de 2006 à 2007, était Chung Sye-kyun, et le seul du NPDU fut Son Hak-Gyu. 
Le 17 février 2008, le NPDU fusionne avec le Parti démocrate, nouveau nom depuis 2005 du Parti démocratique du millénaire, mettant fin à cinq années de divisions de la famille politique démocrate et libérale en Corée du Sud. Le nouveau mouvement ainsi formé prend le nom de Parti démocratique uni, puis celui, dès juillet 2008, de Parti démocrate.

## Résultats

### Élections législatives
| Année | Voix      | %     | Rang | Élus      |
| ----- | --------- | ----- | ---- | --------- |
| 2004  | 8 145 824 | 38,27 | 1er  | 152 / 299 |